# Rottespærre
En rottespærre er en installation, der skal forhindre rotter i at trænge ind i bygninger fra hovedkloakkerne. De opsættes typisk i kloakstikledninger og regnvandsledninger, der danner afløb fra bygninger ud til en hovedkloak. Hvis forhindringen er opsat i en faldstamme, benævnes de rottestop og skal forhindre, at rotterne spreder sig yderligere i bygningerne. Rotter er uønskede da de bl.a. kan sprede sygdomsfremkaldende mikroorganismer. Rottespærrer anvendes især til fokusområder, sådan at sygehuse, ældrehjem, skoler og fødevareproducenter[kilde mangler].

## Typer
Rottespærrene opdeles i forskellige typer:
- 1-klap-modellerne, som er en brønd med en klap, der sikrer spildevandet i at løbe ud og forhindrer kloakrotterne i at trænge ind i huset.
- 2-klap-modellerne, som består af en indsats med to klapper, der sættes i bunden af en ny brønd eller som indsats i enten til- eller fraførende rør i en samlebrønd.

Rottespærre skal være produceret i et materiale som rotter ikke kan gnave i, bedst er syrefast rustfri stål AISI 316, hvor alle svejste samlinger skal efter endt samling være bejdset så svejsningerne ikke kan angribes af rust. Der må ikke kunne forekomme forstoppelse i kloaksystemet på grund af rottespærrene, samt de skal være simple at installere og afmontere.
Fælles for de nævnte typer rottespærrer er, at de anvendes i kloakledninger i afløb fra bygningerne og at de som regel monteres i forbindelse med en nødvendig stikledningsrenovering.

 Denne artikel omhandler overvejende eller alene danske forhold. Hjælp gerne med at gøre artiklen mere almen.

## Krav i Danmark
For at være sikre på at rottespærren overholder disse krav og også effektivt sikrer beskyttelse mod at rotterne ikke kan slippe igennem rottespærren, testes og gennemgår rottespærren en VA-godkendelse på Teknologisk Institut. I Danmark stilles der krav om autorisation for at montere rottespærre.